# Missioneres Filles de la Sagrada Família de Natzaret
Missioneres Filles de la Sagrada Família de Natzaret és una congregació femenina fundada pel pare Josep Manyanet i Vives l'any 1874 a Talarn (Pallars Jussà) amb el nom de Filles de la Sagrada Família i com a branca femenina de la congregació dels Fills de la Sagrada Família (1864), i refundada en 1882 pel mateix Manyanet i Encarnació Colomina i Agustí.

## Història
L'institut va ser fundat el 28 de juny de 1874 a Talarn. Josep Manyanet s'havia fet càrrec de la direcció espiritual de les Filles de la Sagrada Família i va redactar-ne unes noves constitucions, convertint-la en una congregació més contemplativa i que fos una branca femenina dels Fills de la Sagrada Família.
En el capítol general de Talarn de 1880, la congregació va promulgar unes noves constitucions que tornaven al tarannà original. No foren ben acceptades per la mare Encarnació Colomina i Agustí (qui havia ingressat a l'orde en 1877) i el pare Manyanet fou apartat. Això va provocar una escissió en la congregació: l'original continuà amb el nom de Religioses de la Sagrada Família d'Urgell, mentre que la mare Colomina va ser expulsada de l'institut. En 1882, es va instal·lar a Barcelona amb altres companyes, i van continuar seguint les constitucions del pare Manyanet. Aquest va concedir-los unes noves constitucions i va nomenar Colomina nova superiora de la congregació, anomenada Filles de la Santa Casa de Natzaret.
La primera fundació de la nova congregació va ser el convent d'Aiguafreda, obert el 2 de maig de 1894. A partir d'ell en sorgirien d'altres: Sant Joan de Vilatorrada (1896), el Col·legi Sant Josep de Barcelona (1896), el de la Mare de Déu dels Àngels (Barcelona, 1898), etc.
En 1950 es va obtenir el decretum laudis de la Santa Seu i es va canviar el nom per l'actual: Missioneres Filles de la Sagrada Família de Natzaret. La superiora Cecília Cros impulsà a partir de 22 d'agost de 1952 l'expansió missionera de la congregació.

## Activitat i difusió
Manyanet va donar a la congregació un conjunt de constitucions i normes que es resumeixen amb el lema "Eduquem el cor i la intel·ligència". El lema de totes les escoles Manyanet és "Excelsior".
L'obra de les Missioneres és doble: per una part es dedica a l'ensenyament, i per altra impulsa obres missioneres i alhora educatives arreu del món. La Congregació compta, el 2008, amb els següents col·legis: Montserrat a Barcelona, Natzaret a Esplugues de Llobregat, Mare de Déu dels Àngels al barri de la Sagrera, Sant Andreu a Badalona, Nazaret-San Blas i Nazaret Oporto a Madrid, i Nazaret Los Realejos-Tenerife, Santo Domingo a Güímar-Tenerife i Sagrada familia-La Palma a Canàries, a més d'altres a Sud-amèrica, on n'hi ha 26 cases, de les quals 16 a Veneçuela.
L'any 1988 la congregació va crear l'ONG Bits sense Fronteres, la qual ha creat una escola i una residència universitària al Camerun.